# Peter Heinzer
Peter Heinzer (* 20. März 1945 in Stein am Rhein, Kanton Schaffhausen; † 1. November 2015 in Hemmental) war ein Schweizer Grafiker und Kunstmaler.

## Leben
Peter Heinzer besuchte die Kunstgewerbeschule Zürich und absolvierte eine Grafikerlehre in Schaffhausen. Ab 1972 war er selbständiger Illustrator. Bekannt wurde er vor allem als Zeichner der Comicfigur «Globi» und als Erfinder dessen Geschichten – eine Aufgabe, die er von 1980 bis 2003 innehatte. Insgesamt war er für 20 Bände verantwortlich. Die Zeichnungen leitete er jeweils an Guido Strebel, den Leiter des Globi-Verlages, weiter, der dazu die Verse schrieb. Laut Aussage von Strebel rettete Heinzer damit den Globi-Verlag. Ausserdem war er Zeichner für vier Bände des Comicstrips «Papa Moll».
1996 zog Heinzer mit seiner Frau nach Hemmental. Dort wandte er sich vollumfänglich der Malerei zu und schuf Landschaftsbilder. Im Jahr 2010 präsentierte er die Ölbilder in seiner Sonderausstellung «Auf den Randen» im Museum Schleitheimertal.